# North American Aviation
North American Aviation var en amerikansk flyproducent fra 1930'erne til 1967, hvorefter de fusionerede med Rockwell-Standard Corporation og skabte North American Rockwell Corporation og siden ved en sammenlægning i 1973 med andre divisioner af Rockwell kom til at hedde Rockwell International.
Inden fusionen var de bl.a. ansvarlige for en række historiske fly, herunder T-6 Texan, P-51 Mustang, B-25 Mitchell, F-86 Sabre og X-15 og endvidere moduler til Apollo-programmet og anden del af Saturn V raketten.
Rockwell International (inklusiv North American Aviation og Rocketdyne divisionerne) blev solgt til Boeing i 1996.
- Wikimedia Commons har flere filer relateret til North American Aviation

| Firma | Spire Denne artikel om et firma eller en virksomhed i USA er en spire som bør udbygges. Du er velkommen til at hjælpe Wikipedia ved at udvide den. |